# Радуга тяготения
«Радуга тяготения» (англ. Gravity’s Rainbow) — постмодернистский роман Томаса Пинчона, впервые опубликованный 28 февраля 1973 года.
Сюжет романа разворачивается в Европе под конец Второй мировой войны, в центрах по разработке, производству и отправке ракет Фау-2 для немецких войск, где несколько персонажей отправляются на поиски раскрытия секрета таинственного устройства под названием «Schwarzgerät» («черный блок»), который будет установлен на ракете с серийным номером «00000».
«Радуга тяготения» представляет жанр трансгрессивной литературы, подвергая сомнениям и инвертируя социальные стандарты девиантности и отвращения, преступая границы западной культуры и мышления. Роман часто отклоняется от традиционных элементов сюжета и развития персонажей, придавая большее значение специализированным знаниям самого широкого спектра дисциплин.
Роман получил высокие похвалы за инновации и сложность, но также и достаточное количество негативной критики. В 1974 году «Радуга тяготения» выдвинута на Пулитцеровскую премию. Трое членов жюри проголосовали «за», остальные одиннадцать — «против» — в результате номинация в том году осталась без призёра. В 1973 году роман номинирован на премию Небьюла в номинации «лучший роман» и разделил в 1974 году приз U.S. National Book Award в номинации «художественная литература» со сборником «Корона из перьев и другие рассказы» Исаака Башевиса Зингера. С момента публикации «Радуга тяготения» породила огромное количество литературной критики и комментариев, в том числе два руководства для читателей и несколько интернет-согласований. Роман часто называют главным произведением Томаса Пинчона.
«Радуга тяготения» включена в список «100 лучших романов всех времен» (лучшие англоязычные романы с 1923 по 2005 годы по версии Time) и, по мнению некоторых критиков, является одним из величайших американских романов.

## Структура и хронология
Название романа происходит от «радугообразной» параболической траектории ракеты Фау-2, создаваемой движением под действием силы тяжести после выключения двигателя; и также может являться указанием на «форму» сюжета, которую многие критики находят круговой или циклической, как истинная форма радуги. Это следует литературным традициям романов «Поминки по Финнегану» Джеймса Джойса и «Человек доверия» Германа Мелвилла.
«Радуга тяготения» состоит из четырёх частей, каждая из которых включает в себя несколько эпизодов, графически размеченных на части сериями квадратов. Предполагается, что они изображают перфорацию на бобине киноплёнки или имеют некоторое отношение к инженерной миллиметровке, на которой написан первый проект романа. Один из редакторов книги говорил, что квадраты намекают на цензуру писем солдат их близким во время войны. В таких письмах, вырезанные в целях безопасности, слова заменялись чёрными квадратами или прямоугольниками. Квадраты, начинающие каждую из четырёх частей, таким образом подразумевают не написанные или удалённые сторонним редактором или цензором части. Количество эпизодов в каждой части несёт в себе нумерологическое значение, которое, наравне с символикой Таро, используется на протяжении всего романа.

### Часть 1: По ту сторону нуля
«Часть 1: По ту сторону нуля» состоит из 21 эпизода. Название «По ту сторону нуля» объясняет отсутствие полного исчезновения условного рефлекса, то есть, как показано в первой части, Ласло Джамф снижает до нуля воздействие раздражителей на Тирона Слотропа в детстве, но «и по ту сторону нуля все ещё может продолжаться тихое угасание». События этой части происходят во время рождественского адвента 18—26 декабря 1944 года. Эпиграфом является цитата из памфлета Вернера фон Брауна 1962 года: «Природа не знает вымирания, только трансформацию. Все, чему меня научила и продолжает учить наука, это укрепление моей веры в духовное существование после смерти».

### Часть 2: Отпуск в казино «Герман Геринг»
«Часть 2: Отпуск в казино „Герман Геринг“» состоит из 8 эпизодов. События этого раздела охватывают пять месяцев от Рождества 1944 года до Троицы 20 мая 1945 года. Эпиграф цитирует обращение Мериана Купера к Фэй Рэй до её роли в фильме «Кинг-Конг»: «У вас будет самый высокий, темный исполнитель главной роли в Голливуде».

### Часть 3: В Зоне
«Часть 3: В Зоне» состоит из 32 эпизодов. Действие третьей части происходит летом 1945 года, но содержит воспоминания, относящиеся к событиям временных рамок второй части, происходивших между 18 мая и 6 августа; дню первого взрыва атомной бомбы и празднику Преображения Господня. Эпиграф взят из «Волшебника из страны Оз», где Дороти, прибыв в Оз, показывает свою дезориентацию в новой среде: «Тото, у меня такое ощущение, что мы уже не в Канзасе…».

### Часть 4: Противодействующая сила
«Часть 4: Противодействующая сила» состоит из 12 эпизодов. Сюжет этой части начинается вскоре после 6 августа 1945 года и охватывает период до 14 сентября того же года, Дня Воздвижения Святого Креста. Простая эпиграфическая цитата: «Что?» связана с Ричардом Никсоном и добавлена после завершения работы над романом, намекая на Уотергейтский скандал. Оригинальный эпиграф для этого раздела (как видно из чтения предварительного варианта книги) был отрывком из текста песни Джони Митчелл «Кактусовое дерево».

## Сюжет
Сюжет романа сложен и состоит из множества пересекающихся нитей повествования, в которых принимают участие более 400 персонажей. Объединяющими темами на протяжении романа являются ракеты Фау-2, взаимодействие между свободой воли и кальвинистской предопределенностью, разрыв естественного круговорота природы, поведенческая психология, сексуальность, паранойя и теории заговора о «Картели Феба» и иллюминатах. «Радуга тяготения» также в значительной степени опирается на темы, с которыми Пинчон, вероятно, сталкивался в своей работе в качестве технического писателя для Boeing. Известно, что архивы Boeing содержат массивную библиотеку исторических документов о ракетах Фау-2, которые, вероятно, были доступны Пинчону. Повествование в романе ведётся от разных лиц, эта техника развита Пинчоном позже в романе «На день погребения Моего». Стиль и тон повествования отличается в зависимости от ведущего его персонажа: некоторые излагают сюжет в крайне неформальном тоне, некоторые чаще прибегают к личной интерпретации происходящего, некоторые даже ломают четвёртую стену. Герои ведут рассказ в различных формах от сценария для фильма до потока сознания.
Повествование содержит многочисленные описания незаконных сексуальных контактов и употребления наркотиков главными и второстепенными героями, зажатые между большим количеством диалогов на исторические, художественные, психологические и научные темы, перемежающимися с причудливыми бессмысленными стихами и намеками на тёмные стороны поп-культуры 1940-х годов. В романе также присутствуют характерные для Пинчона повторяющиеся темы абсурдных казусов и паранойи. По словам Ричарда Локка, «нормообразующей эмоцией», лежащей в основе романа, является паранойя, работающая основным мотивом для большинства главных героев. По мере того как сюжетные линии романа становятся все более взаимосвязанными, вращаясь вокруг идентификации таинственного «черного блока», во многих случаях эта паранойя оказывается оправданной. С развитием сюжета всё большее внимание уделяется темам Таро, паранойи, и жертвоприношений. Эти 3 темы достигают высшей степени в окончании романа и эпилогах многих персонажей. В романе также присутствует персонаж Пиг Бодин из «V.», который позже станет визитной карточкой сложной и взаимосвязанной вымышленной вселенной Пинчона, появляясь почти во всех его произведениях.
Повествование начинается с того, что читатель наблюдает Пирата Прентиса, сначала во сне, затем в его доме в Лондоне времен войны. Далее Пират вместе с Роджером Мексикой и Стрелочником следует на работу в АХТУНГ, сверхсекретный военный филиал, где читателю представляют лейтенанта армии США по имени Тирон Слотроп, чья беспорядочная история становится основным сюжетом романа. Лейтенант утверждает, что спал со множеством женщин и, на первый взгляд, является неразборчивым в выборе партнёрш, но по ходу повествования Пинчон заставляет читателя сомневаться, существовали ли женщины, с которыми он якобы имел отношения в принципе. В главе «По ту сторону нуля» некоторые персонажи и организации замечают, что каждый сексуальный контакт Слотропа предшествует удару ракеты Фау-2 в том же месте через несколько дней. Эти совпадения соответствуют Распределению Пуассона, рассчитанному Роджером Мексикой, и ведут к размышлениям на такие широкие темы, как детерминизм, обратный ход времени и сексуальность самой ракеты. Слотроп встречает женщину по имени Кэти, они влюбляются и поддерживают отношения до внезапного направления Слотропа в Германию — в третьей части. В первой части представляется множество персонажей, включая Франца и Лени Поклер, Роджера Мексику и Джессику, и Томаса Гвенхидви, многие из которых появятся повторно только на последних страницах романа. Многие из представленных персонажей больше не появляются — большинство из четырёхсот персонажей появляются лишь единожды и служат для демонстрации значительного масштаба и проработанности вселенной Пинчона. Слотроп также подвергается различным психологическим тестам, многие из которых включают в себя принятие амобарбитала. Целью тестирования является изучение обработки по системе Павлова исследователем Стрелочником. Один из наиболее странных эпизодов этого изучения включает в себя выработку реакции у осьминога Григория на девушку Кэти. В начале второй части осьминог нападает на Кэти на пляже, и Слотроп «удачно» оказывается рядом, чтобы спасти её. Так начинается их роман.
Во второй части «Отпуск в казино „Герман Геринг“» Слотроп проходит тайную подготовку и, при загадочных обстоятельствах, отсылается начальством в казино «Герман Геринг» в недавно освобождённой Франции, где и происходит основное действие второй части. Там он узнаёт о ракете с нерегулярным серийным номером 00000 (Слотроп комментирует, что система нумерации не позволяет составлять серийный номер из четырёх нулей, не говоря уже о пяти) и компоненте, называемом «S-Gerät» (сокращенно от «Schwarzgerät», «черный блок»), сделанном из неизвестного до сих пор пластика Имиполекс Г. Некоторые из его компаньонов, включая охранников, присматривающих за ним, и Кэти, внезапно исчезают и вновь появляются спустя некоторое время. Появляются намеки на то, что предчувствие Слотропом ракетных ударов обусловлено условными рефлексами, установленными ему в детстве Ласло Джамфом, создателем Имиполекс Г. Позже реальность этой теории ставится под вопрос так же, как наличие у Слотропа сексуальных подвигов. После получения этой информации Слотроп покидает казино и отправляется в объединённые пустоши пост-военной Европы, «Зону», на поиски 00000 и «черного блока». В заключении второй части Кэти оказывается в безопасности в Англии, где наслаждается днём на пляже с Роджером Мексикой и Джессикой, а также Стрелочником, тайно следящим за Слотропом. Не имея возможности контактировать со Слотропом, Кэти следит за его действиями через Стрелочника.
В главе «В Зоне», пока Слотроп продолжает свои поиски, за ним начинают следить другие персонажи. Многие из них представлены нам как «тени» и лишь частично замечены главным героем. Большая часть событий происходит на пароме «Анубис», при помощи которого различные персонажи совершают путешествия во времени. Слотроп встречает и завязывает длительные отношения с Маргаритой Эрдман, актрисой порно-фильмов и мазохисткой. Впервые он встречает её на заброшенной студии в Зоне, и именно она приводит его к «Анубису». Позже Слотроп также неоднократно встречается с её шестнадцатилетней дочерью Бьянкой, хотя неясно, прекратил ли он на тот момент отношения с Маргаритой или нет. Позже показано, что Маргарита знает о 00000, «черном блоке» и Имиполексе Г гораздо больше, чем говорит, а также проводит много дней на таинственной и неоднозначно описанной фабрике, где носит униформу из «эротического» пластика. В конце этой части возвращаются несколько персонажей, не появлявшихся с первой главы, в том числе Пират Прентис и Роджер Мексико. «В Зоне» также содержит самый длинный эпизод романа, длительную историю Франца Поклера, ракетного инженера, насильно рекрутированного для оказания помощи в производстве «черного блока». История подробно описывает ежегодные встречи Поклера с его дочерью, Ильзе, и его прогрессирующую паранойю о том, что Ильзе — на самом деле ряд самозванцев, посылаемых, чтобы успокоить его. Через эту историю мы узнаём редкие подробности о «черном блоке», в том числе, что он имеет примерный вес 45 килограммов. В конечном счёте 00000 запущен весной 1945 года, ближе к концу войны. Слотроп проводит большую часть времени в роли своего выдуманного альтер эго, Ракетчика, носящего белый костюм и имитацию ракетного носа на голове. Ракетчик выполняет различные задания для своих и чужих нужд, в том числе получение большого запаса гашиша из центра Потсдамской Конференции. Так продолжается, пока он не покидает регион, направляясь в северную Германию в поисках 00000 и ответов о своём прошлом. Связь между Слотропом и доктором Ласло Джамфом, с его экспериментами над Слотропом в детстве, становится все более очевидной.
Позже Слотроп возвращается на «Анубис», где находит Бьянку мертвой, что, возможно, служит причиной дальнейшего распада его психики. Он продолжает паломничество по северной части Германии, на разных этапах примеряя личности русского полковника и мифического Героя Свиньи, в поисках дополнительной информации о его детстве и 00000. К сожалению, он неоднократно отвлекается от цели, в результате чего его личность окончательно распадается к четвёртой части, несмотря на попытки многих спасти его. На протяжении «Противодействующей силы» звучат несколько коротких, галлюциногенных историй о супергероях, глупых лётчиках-камикадзе и бессмертных мыслящих лампочках. Эти истории, как предполагается, являются продуктом в конец разрушенного рассудка Слотропа. Окончательным определением его личности является его портрет на обложке безызвестной британской группы «Дурак» (ещё одна аллюзия на символику Таро), где он указан в качестве исполнителя на губной гармошке и казу. В то же время повествования других персонажей также начинают рушиться: некоторые из них пускаются в странную поездку через Ад, другие улетают в небытие на дирижаблях. Существует множество интерпретаций этого момента, в том числе теории, что все вовлечённые персонажи имеют общее сознание, или же являются частью разума Слотропа, и распадаются вместе с ним. Повествование Слотропа заканчивается удивительно за долго до конца романа, который больше фокусируется на 00000 и людях, причастных к его созданию и запуску (а именно Блицеро, Энзиане и Готфриде среди прочих). В этом месте также приходят к завершению истории Мексико, Стрелочника и Пирата, оставив только историю 00000.
В заключении романа протагонисты по всему миру обсуждают различные темы от Таро до смерти. К концу «Противодействующей силы» выясняется, что «черный блок» на самом деле капсула для содержания человека, созданная Блицеро. История запуска 00000 подробно описывается воспоминаниями рассказчиков, в то время как в настоящем Энзиан ведёт строительство и подготовку его преемника, 00001 (который не был запущен в течение романа), хотя остаётся неизвестным, кого намерены принести в жертву этой модели. В воспоминаниях говорится, что маниакальный капитан Блицеро, готовясь к запуску 00000, просил Готфрида принести себя в жертву внутри ракеты. Он запускает ракету в псевдополовом акте жертвоприношения со своим связанным несовершеннолетним секс-рабом, запертым Готфридом в «черном блоке». В конце финального эпизода, рассказанного частично во втором лице, ракета снижается над Британией. Текст начинает запинаться в середине песни, написанной предком Слотропа, и полностью обрывается на приземлении ракеты на кинотеатр. Таким образом, роман начинается и заканчивается ударом ракеты Фау-2 во время войны в Великобритании.
Многие факты в романе основаны на технических документах, относящихся к ракетам Фау-2. Отсылки к работам И. П. Павлова, П. Д. Успенского и Юнга основаны на исследованиях Пинчона. Последовательность команд запуска на немецком языке, прозвучавших в конце романа, также верна и, вероятно, скопирована из технического доклада, подготовленного в рамках операции «ответный огонь».
На самом деле 16 декабря 1944 года ракеты Фау-2 попали в кинотеатр Rex в Антверпене, где около 1200 людей смотрели кино «Человек с равнины», убив 567 человек. Это стало самым массовым убийством людей одной ракетой в течение всей войны.
Секретные военные организации, практикующие оккультные приёмы ведения войны, имели историческое значение в Аненербе и других нацистских организациях, в то время как союзные силы были ограничены определёнными лицами, такими как Луи де Уолс, работавший на MI5.
Помимо этого в романе используется множество отсылок к реальным событиям, укрепляющих понимание сложной хронологии повествования. Примером может служить появление фотографии Вернера фон Брауна с гипсом на руке. Исторические документы указывают время и место несчастного случая, в котором фон Браун получил перелом, обеспечивая тем самым опорные факты, по которым читатель может восстановить путешествие Слотропа. Другим примером является включение в вещательную сетку радио BBC выступления Бенни Гудмена, которое, согласно историческим записям, происходило лишь раз. Дальнейшие исторические события, такие как бомбардировка союзными силами Пенемюнде и Нордхаузена (расположенного недалеко от концлагеря Дора-Миттельбау, где производились ракеты Фау-2) также появляются в романе для уяснения последовательности повествования.

## Стиль
Поэт Л. Е. Сиссман в обзоре «Радуги земного тяготения» для The New Yorker сказал о Пинчоне: 

«Он, почти математик прозы, вычисляющий наименьшее и наибольшее напряжение каждого слова и строки, каждой игры слов и двусмысленности, может применять эти знания, практически без упущений идя на пугающие и бодрящие лингвистические риски. Таким образом, его удивительно гибкий язык может сначала описывать болезненную и деликатную любовную сцену, а затем, без паузы, взреветь звуками и отголосками пьяной, разнузданной оргии»— Sissman, L. E. Hieronymus and Robert Bosch: The Art of Thomas Pynchon. The New Yorker
.

## Культурное влияние
Критик Гвидо Альманси назвал книгу величайшей постмодернистской работой литературы XX-го века.
Книга получила Национальную книжную премию 1974 года, но Пинчон не принял и не признал эту награду. Томас Гинсберг из «Викинг Пресс» предложил комику Ирвину «Профессору» Кори принять награду от его имени, на что было согласие Пинчона. Это привело к одному из самых необычных выступлений принятия награды: с пробегом голого человека через сцену посреди размышлений Кори.
«Радуга тяготения» переведена на немецкий язык лауреатом Нобелевской премии Эльфридой Елинек, и некоторые критики считают, что это возымело большое влияние на её собственный стиль письма.

### Экранизации
Согласно документальной драме Роберта Брамкампа о Фау-2 и «Радуге притяжения», озаглавленной «Prüfstand VII», ВВС начали проект по производству киноадаптаций «Радуги притяжения» в период между 1994 и 1997 годами. Некоторые незавершённые сцены из них, наравне с драматизированными эпизодами из романа, включены в фильм Брамкампа, однако основное внимание уделялось Пенемюнду и Фау-2.

### Музыка
Текст песни «Whip It» группы Devo, как утверждает Джеральд Касал, вдохновлён пародийными лимериками и поэмами «Радуги тяготения».
В 1984 году роман вдохновил Лори Андерсон на создание песни «Gravity’s Angel». В своём автобиографическом выступлении в 2004 году она рассказала, что однажды связывалась с Пинчоном, чтобы просить одобрения на адаптацию «Радуги тяготения» в виде оперы. Пинчон ответил, что он позволит ей сделать это с одним условием: опера должна быть написана для одного инструмента: банджо. Андерсон восприняла это как вежливый отказ.
Немецкая авангард-рок-группа Cassiber включила тексты из романа в свой альбом 1990 года A Face We All Know. Использование текстов согласованно с агентом Пинчона.
Одна из песен британской группы Klaxons из альбома Myths of the Near Future 2007 года носит название «Радуга тяготения».
Один из треков Славы КПСС в альбоме 2023 года "Горгород 2" называется "Радуга тяготения", и содержит прямое упоминание Пинчона.

### Изобразительное искусство
Нью-йоркский художник Зак Смит создал серию из 760 рисунков под названием «Одна картина для каждой страницы романа Томаса Пинчона „Радуга тяготения“» (также известную под названием «Картины, которые происходят на каждой странице романа Томаса Пинчона „Радуга тяготения“»). Занимающие одиннадцать рядов и более одиннадцати метров на стене, рисунки в самом буквальном смысле иллюстрируют каждую страницу романа. Часть из них изображает пальмы, обувь, мягкие игрушки, лимонный торт безе, Ричарда Никсона, Зигмунда Фрейда, железную жабу, подключённую к электрической батарее, госпожу и другие образы из романа. Серия успешно принята на Биеннале Уитни 2004 года в Нью-Йорке и описана как «подвиг эскизов и концепций» (Abbe, 2004). В ноябре 2006 года издательство Tin House выпустило книгу «Картины, которые происходят на каждой странице романа Томаса Пинчона „Радуга земного тяготения“» (ISBN 0-9773127-8-X).
В 1999 году картина американского художника Фреда Томаселли, вдохновлённая романом и названная «Радуга тяготения», добавлена к постоянной экспозиции в Музее американского искусства Уитни в Нью-Йорке.